# 아카드 제국
아카드국(아카드어: 𒆳𒌵𒆠 마트 아카디), 또는 아카드 제국(영어: Akkadian Empire)은 수메르 북부의 고대 도시인 아카드를 중심으로 성장한 고대 제국으로, 메소포타미아 최초의 제국이자 인류 최초의 제국으로 여겨진다. 아카드 제국 시기는 기원전 2334년 무렵부터 2154년 무렵까지 약 2백여 년으로 추측된다.

## 역사
아카드인이 최초로 활동을 시작한 것은 기원전 2350년경 부터이다. 아카드의 왕인 사르곤은 수메르인의 도시국가들을 정복하여 메소포타미아 최초의 통일국가를 건설하였다. 아카드 왕국이 수립되면서 바빌로니아(남부 메소포타미아)의 북반부를 아카드, 남반부를 수메르라고 부르게 되었다.
수도는 아카드였으나, 그 소재지는 아직 밝혀지지 않았으며 역사학자들은 바그다드 인근으로 추정하고 있다. 사르곤은 56년간의 치세(治世) 동안 남쪽은 페르시아만에서 북쪽은 동지중해에 이르는 대제국을 형성하였는데, 궁병대(弓兵隊)를 중심으로 한 강력한 군대와 중앙 집권적 정치제도로 국가의 기초를 다졌다

### 멸망
하지만 아카드 제국의 200여년에 이르는 지배기간 동안 피지배 민족들을 차별하며 주변 국가들에게 수많은 전쟁들을 일으켜서 수많은 반란들이 일어났다. 특히 사르곤의 두 아들 시대에는 변경지방의 대규모 반란으로 고통을 받았지만, 제4대 왕 나람신은 반란을 진압하고 사르곤 시대의 제국을 회복하여 ‘아카드의 신(神), 사계(四界)의 왕’이라 일컬으며 신격화되었다. 그러나 얼마 못가서 국운이 점점 기울기 시작했고 결국 기원전 2150년경 이란고원에서 침입해온 구티족에 의해 멸망하였다. 이후 셈족은 다시는 국가를 세우지 못했다.

## 지도
| 모술바그다드테헤란유프라테스강티그리스강니푸르기르수라가시마라드우루크우바이드우르에리두키시수사안샨마리아카드이신라르사바빌론아수르니네베님루드두르샤루킨class=notpageimage\| 메소포타미아의 고대 도시들 : 수메르의 도시 : 엘람의 도시 : 아카드 제국의 도시 : 아모리인의 도시 : 바빌로니아의 도시 : 아시리아의 도시 : 현대의 이라크 · 이란의 도시 |

## 문화
아카드인의 언어는 셈어의 동방군(東方群)에 속한다. 그들은 수메르인에게서 배운 설형문자(楔形文字)로 아카드어를 점토판에 써서 남겼으며, 수메르 문명을 셈화하여 후대에 전달하는 역할을 하였다.
예술면에서는 양식화된 수메르 예술에 사르곤기(期)라 불리는 새로운 면을 열어 많은 걸작을 남겼다. 특히 수사에서 발견된 나람신왕의 전승비(戰勝碑)와 니네베의 출토품으로서 사르곤왕을 나타낸 듯한 청동제 두부상(頭部像)은 유명하다.

### 업적
제국은 도로를 통해 결속할 수 있었다. 그 도로를 따라 정기적인 우편 서비스가 있었으며 토지조사가 시작되었으며, 천문학적 관측과 지구적인 사건이 사르곤에 의해 만들어진 도서관에 기록되었다.

## 역대 국왕

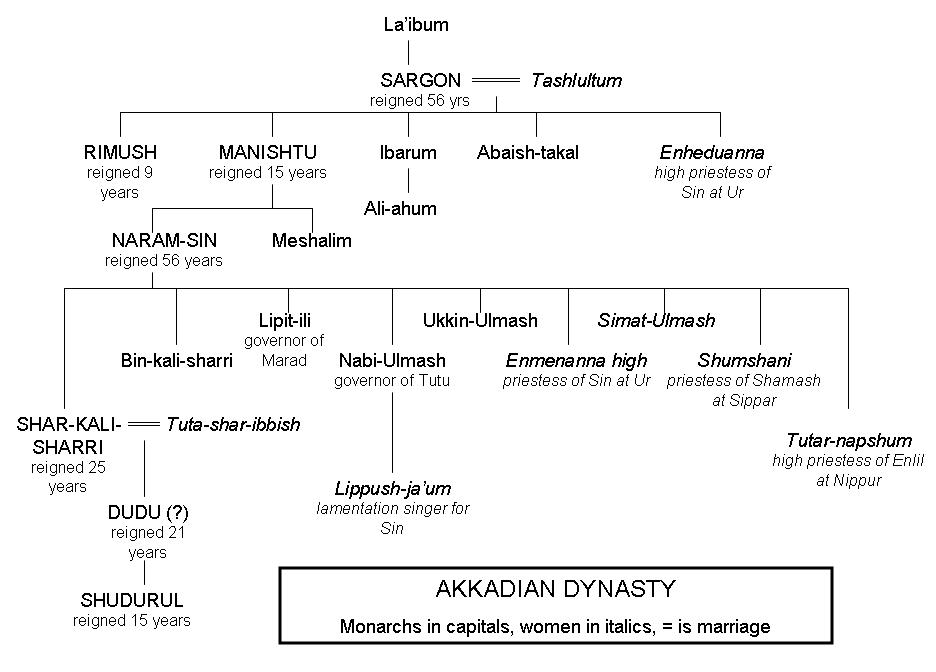
아카드(Akkad) 왕 계보

- 사르곤(Sargon), 그의 아버지는 우르-자바바의 정원사이며 술 따르는 사람(cup-bearer)이었다. 아가데의 첫 황제로 아가데를 건설하였다( 40년) (ca. 2235 BC )
- 리무시(Rimush),사르곤의 아들: 9년
- 만이쉬티슈(Man-Ishtishu) 리무시의 형: 15년
- 나람신(Naram-Sin), 만이쉬티슈의 아들: 56년

- 샤르칼리샤리(Shar-Kali-Sharri), 나람신의 아들: 25년

그 다음의 혼란기
- 이르기기(Irgigi), 이미(Imi), 나눔(Nanum), 일룰루(Ilulu): 4인 3년
- 두두(Dudu): 21년
- 슈-두룰, 두두의 아들: 15년

그 후 아가데는 패하였고 왕위는 우눅이 취하였다.

## 같이 보기
- 바빌로니아
- 아시리아
- 수메르

1. ↑   위 지도에는 우바이드(30°58′N 46°05′E)와 우르(30°57′N 46°06′E)가
 같은 위치에 표시되어 있다